# Shimti Tessera (quadrangle)

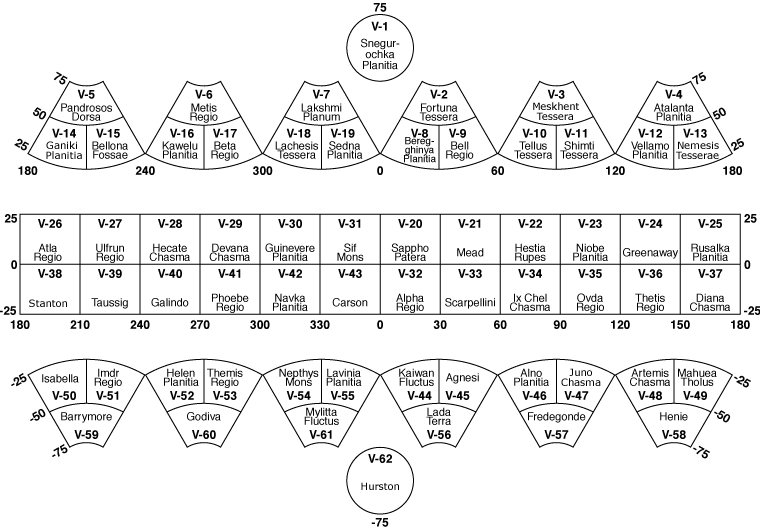
Quadrangles op Venus op schaal 1 : 5.000.000

Shimti Tessera (V–11; breedtegraad 25°–50° N, lengtegraad 90°–120° E) is een quadrangle op de planeet Venus. Het is een van de 62 quadrangles op schaal 1 : 5.000.000. Het quadrangle werd genoemd naar de gelijknamige tessera, die op zijn beurt is genoemd naar Shimti, de incarnatie van Ishtar als de godin van het lot in de Babylonische mythologie.

## Geologische structuren in Shimti Tessera
Chasma
- Medeina Chasma

Colles
- Akkruva Colles

Coronae
- Eurynome Corona
- Maa-Ema Corona
- Metra Corona

Dorsa
- Sige Dorsa
- Uni Dorsa

Fossae
- Friagabi Fossae

Inslagkraters
- Antonina
- Cather
- Erkeley
- Fazu
- Frosya
- Iraida
- Irina
- Manzolini
- Moses
- Vallija
- Zivile
- Zumrad

Montes
- Kurukulla Mons
- Ua-ogrere Mons

Paterae
- Hiei Chu Patera

Planitiae
- Lowana Planitia
- Niobe Planitia
- Tilli-Hanum Planitia

Tesserae
- Kutue Tessera
- Shimti Tessera